# Hebau (Ort)
Hebau (Herbau) ist eine osttimoresische Siedlung im Suco Edi (Verwaltungsamt Maubisse, Gemeinde Ainaro). Sie befindet sich im Norden der Aldeia Hebau, auf einer Meereshöhe von 1309 m. Östlich liegt Lobibo, der Hauptort des Sucos Edi und westlich, im Suco Maubisse, der kleine Ort Lebibo.